# Svatojánské Hutě
Svatojánské Hutě (německy Sankt Johannshütte) jsou malá vesnice, část obce Pavlov v okrese Havlíčkův Brod. Nachází se asi 2 km na jihovýchod od Pavlova.

## Historie
Osada byla založena hrabětem Filipem Kolovratem Krakovským ke konci 30. let 19. století.
V roce 1869 je uváděná pod názvem Pavlovské Hutě a patřící pod obec Pavlov v okrese Ledeč.
V 18. a 19. století se zde rozvíjel sklářský průmysl.

## Další fotografie

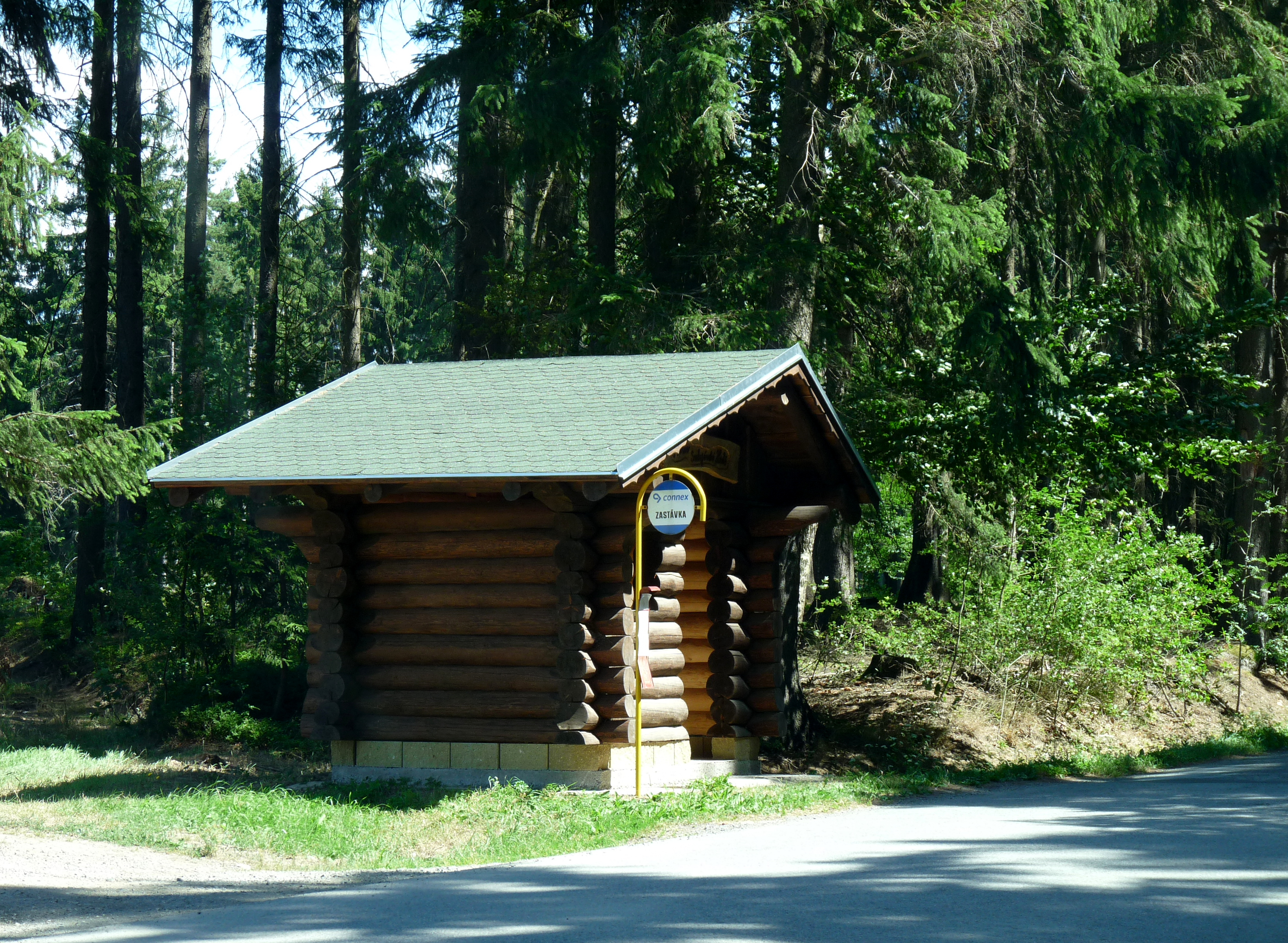
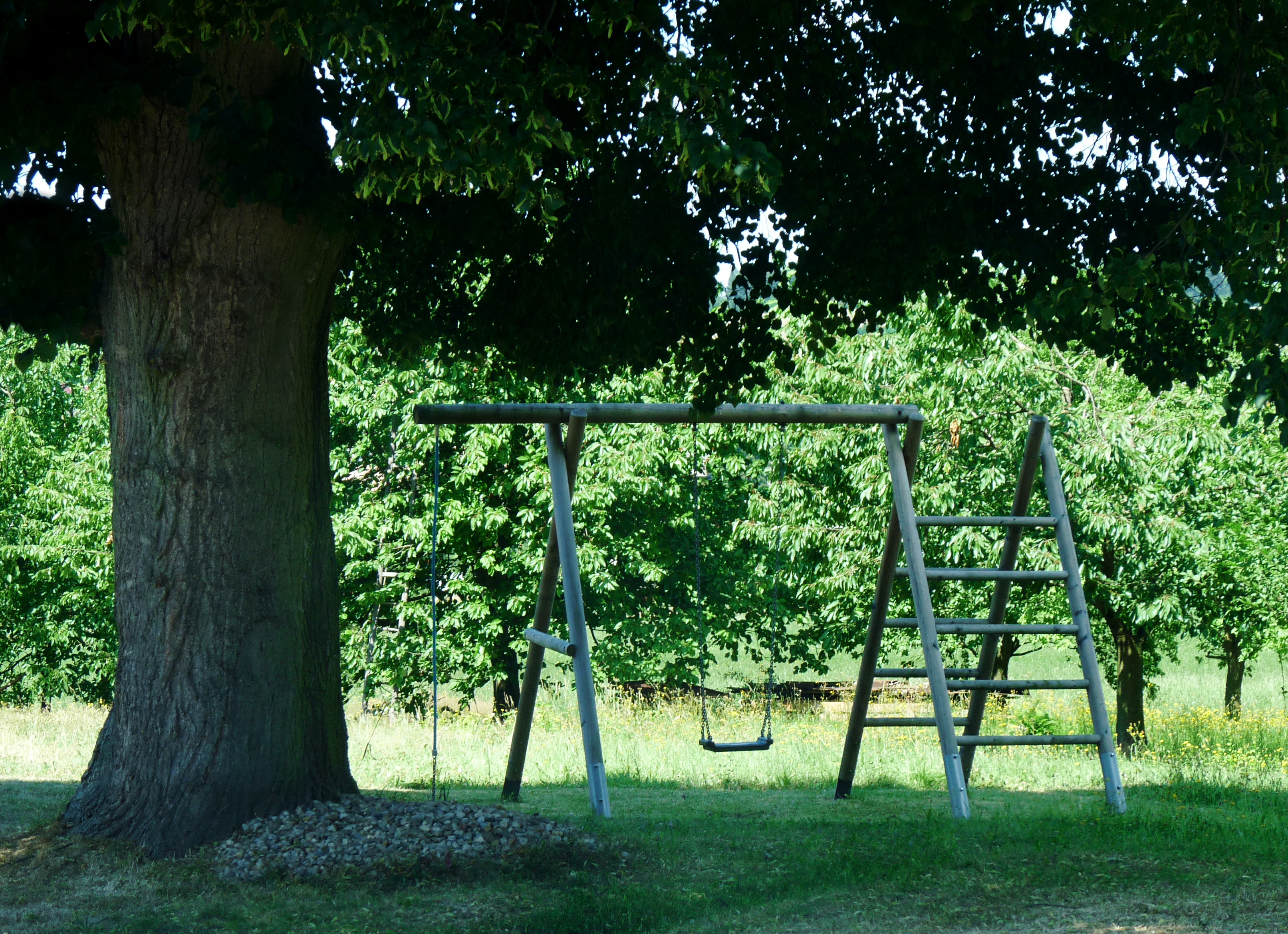